# Allan Kull

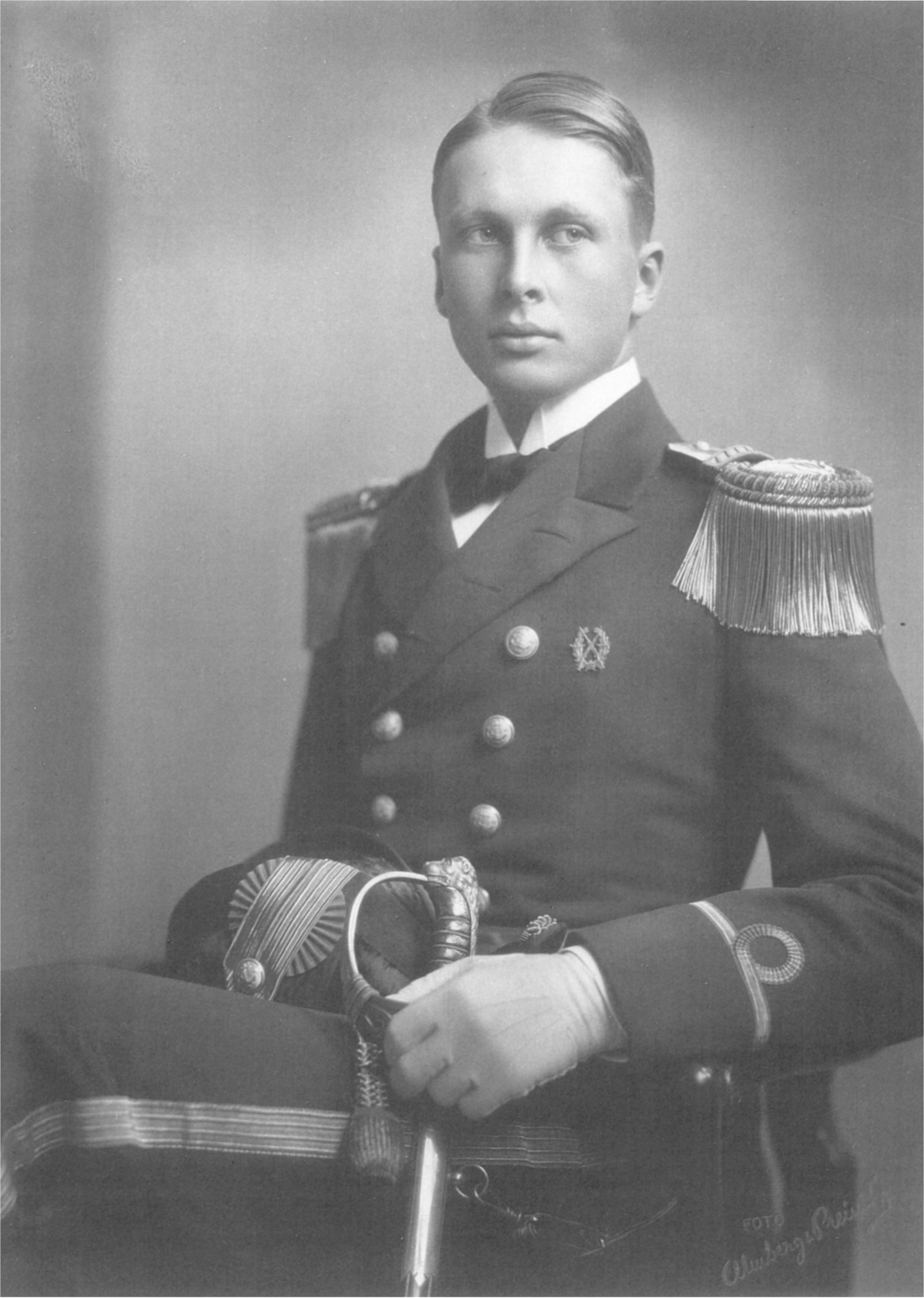
Allan Kull

Carl Johan Allan Kull, född den 12 december 1903 i Stockholm, död där den 8 april 2000, var en svensk sjömilitär. Han var måg till Karl Wester.
Kull avlade sjöofficersexamen 1924. Han blev löjtnant i flottan 1926 och kapten där 1937. Kull genomgick Sjökrigshögskolan 1930–1931 och artillerikursen 1931–1933. Han var marinsekreterare för armé-, marin- och flygfilm 1936–1941, marinassistent i Krigsmaterielverket 1942–1944 och marinattaché i Helsingfors och Warszawa 1947–1950, varefter han tjänstgjorde vid marinstaben, försvarsstaben och Försvarets materielverk 1951–1984. Kull befordrades till kommendörkapten av andra graden 1943 och till kommendörkapten 1972. Han var redaktör för Marinkalendern 1931–1986 och föreståndare för Frimurare Ordens museum 1947–1968. Kull invaldes som ledamot av Sjöhistoriska samfundet 1939, av Örlogsmannasällskapet 1941 och av Commission Internationale d'Histoire Militaire 1961. Han blev riddare av Svärdsorden 1945 och av Vasaorden 1950.